# Blekinge
Blekinge (gammelt dansk: Bleging eller Bleking) er et svensk landskab, der grænser op mod Skåne og Småland med en lang kystlinje mod Østersøen. Navnet kommer måske fra ordet "bleke", som på dialekt betyder roligt vand. Blekinge er det mindste af de svenske landskaber på fastlandet, og udgøres af Blekinge län rent administrativt, dvs. landskabet og länet er geografisk identiske.
Blekinge var en del af de gamle danske Skånelandene (Skåne, Halland, Bornholm og Blekinge). Siden Roskildefreden i 1658 har Blekinge været under skiftende svenske konger. De gamle danske byer i Blekinge er Sölvesborg (Sølvesborg), Ronneby (Rønneby) og Christian 4.s fæstningsby Kristianopel (Christianopel) og tidligere havde Avskær, Elleholm og Lyckeby også stadsprivilegier.
Den største by er Karlskrona.

## Landskabet
Fra det smålandske højland med en højde af 130-170 meter over havet falder landskabet mod såvel syd som øst ned mod havet.
Den nordlige del, "skovbygden", er hård og mager med mange bjerge og kær, og skovene består overvejende af nåletræ. Herefter følger den frodigere "mellembygd" med mange små søer og vandhuller. Mod syd ligger den endnu frodigere "strandbygden", hvor løvtræer og bøgeskove dominerer. Det er i særdeleshed dalgangene i de sidstnævnte bygder, som har givet landskabet et ry som "leende natur" og idyllisk skønhed.
Vandløbenes overvejende retning er nord-syd. Blandt de vigtigste er, fra vest mod øst, Mörrumsån, Bräkneån, Ronnebyån, Nättrabyån og Lyckebyån. Det særdeles kuperede landskab mellem vandløbene er næsten overalt gennembrudte af tværdale. Dog er såvel det østlige kystland som den sydvestlige del, Listerlandet, at regne til sletteland. De højeste bakketoppe findes syd for midten af grænsen mod Skåne og når en højde af omkring 180 meter over havet.
Den sydlige kyst er stærkt gennemskåret og omgivet af en bred skærgård, i særdeleshed ved den østlige del, ud for hvilken findes flere større øer som Hasslö, Aspö, Tjurkö, Sturkö (den største, omkring 16 km2) og Senoren.

## Bebyggelser
De største bebyggelser i Blekinge er ifølge en opgørelse fra 2005:
| # | Bebyggelse | Befolkning |
| - | ---------- | ---------- |
| 1 | Karlskrona | 32.606     |
| 2 | Karlshamn  | 18.768     |
| 3 | Ronneby    | 11.767     |
| 4 | Sölvesborg | 7.883      |
| 5 | Olofström  | 7.382      |

### Andre bebyggelser
| - Asarum - Augerum - Bräkne-Hoby - Eringsboda - Fridlevstad - Gränum - Hasslö - Holmsjö - Johannishus - Jämjö | - Jämshög - Kallinge - Kristianopel - Kyrkhult - Listerby - Lyckeby - Mjällby - Mörrum | - Nättraby - Ramdala - Rödeby - Saxemara - Sturkö - Svängsta - Torhamn - Tving - Vilshult |

## Administrative forhold

### Inddelinger indtil 1683
Blekinge hørte indtil 1658 under Danmark. I 1639 overførtes Jämshögs socken fra Villands härad i Skåne til Blekinge.
Fra 1658 stod Blekinge under Kristianstads län frem til år 1680, da det forenedes med Kalmar län. År 1683 oprettedes Blekinge län, hvilket har bestået uforandret siden da.

#### Byer
Ved Blekinges overdragelse til Sverige 1658 fandtes i landskabet stæderne Kristianopel og Ronneby, Flere tidligere stæder, Avaskär, Elleholm, Lyckå og Sölvesborg havde tidligere i 1600-tallet mistet deres købstadsprivilegier. Kong Karl 11. anlagde allerede i 1664 Karlshamn, på stedet for fiskerlejet Bodekull. Staden Karlskrona, der blev anlagt som hovedbase for den svenske flåde, fik sine privilegier 1680. Privilegierne for Kristianopel og Ronneby blev inddraget.

### Inddelinger fra 1683

#### Len og stift
Landskabet Blekinge har samme udstrækning som Blekinge län. Sognene inden for den Svenske kirke indgår i Lunds stift.

#### Herreder og byer
- Listers härad
- Bräkne härad
- Medelstads härad
- Östra härad

Følgende byer i landskabet med gamle stadsprivilegier oprettedes som stadskommuner ved kommunalforordningen af 1862:
- Karlshamns stad
- Karlskrona stad
- Sölvesborgs stad oprettet 1820

Ronneby stad oprettedes 1882 med egen jurisdiktion frem til 1943. Karlshamn og Sölvesborg lagdes under landsrätt 1950, mens Karlskrona rådhusrätt bestod frem til tingsrättsreformen 1971.

#### Kommuner fra 1952 til 1970
stæder (4 st):
| - Karlshamns stad - Karlskrona stad | - Ronneby stad - Sölvesborgs stad |

Köpingar (1 st):
| - Olofströms köping |

Landkommuner (20 st):
| - Asarums landskommun - Bräkne-Hoby landskommun - Fridlevstads landskommun - Gammalstorps landskommun - Hallabro landskommun - Hasslö landskommun - Hällaryds landskommun - Jämjö landskommun - Jämshögs landskommun - Kyrkhults landskommun | - Listerby landskommun - Lyckeby landskommun - Mjällby landskommun - Mörrums landskommun - Nättraby landskommun - Ramdala landskommun - Ronneby landskommun - Rödeby landskommun - Sturkö landskommun - Tvings landskommun |

### Forandringer 1952–1970
1 januar 1963
- Tvings landskommun blev delt, og Eringsboda församling blev overført til Kallinge landskommun, mens Tvings församling blev overført til Fridlevstads landskommun.
- Ramdala landskommun og Sturkö landskommun blev overført til Jämjö landskommun.
- Hallabro landskommun og Ronneby landskommun blev overført til Kallinge landskommun.

1 januari 1967
- Asarums landskommun, Mörrums landskommun och Hällaryds landskommun blev overført til Karlshamns stad.
- Lyckeby landskommun blev overført til Karlskrona stad.
- Bräkne-Hoby landskommun, Kallinge landskommun og Listerby landskommun blev overført til Ronneby stad.
- Jämshögs landskommun og Kyrkhults landskommun blev overført til Olofströms köping.

#### Kommuner från 1971
Kommuner, regnet fra vest til øst, er Sölvesborg, Olofström, Karlshamn, Ronneby og Karlskrona.

## Sproget
Dialektalt har Blekinge altid været et grænseland mellem dansk og svensk. Gamle østdanske ord og vendinger er bevaret i det blekingske dagligsprog: Eksempelvis bøge (bokskog på svensk), låmme (ficka), meet (mycket), pude (huvudkudde), neg (kärve) og trua (hota).

## Historie
Blekinge var i flere hundrede år et grænseland mellem Danmark og Sverige. Omkring år 800 omtales, at sveerne skulle have lagt landskabet under sig som en del af Värend.
De ældste danske runesten fandtes i øvrigt i Lister.

### Middelalderen
Blekinge synes i de ældste tider at have haft en løs forbindelse med Sverige. Men så tidligt som i 1060'erne blev Blekinge regnet til Danmark. Det var på det tidspunkt, at biskoppen af Lund, Egino, bragte kristendommen til bygderne øst for Skåne. Blekinges omfang var i middelalderen noget mindre end senere, idet Lister Herred regnedes helt for sig. Landskabet havde sit eget landsting, hvilket formodentlig blev holdt ved Hjortsberga i Medelstads herred, og egen landsdommer, men fulgte Skånske lov. I kirkelig henseende lød det, som siden, under Lunds stift. År 1231 findes i Kong Valdemars Jordebog det første sikre bevis for, at Blekinge var en del af Danmark.
Efter, at Blekinge i 1242 var blevet et hertugdømme, hjemfaldt det allerede i 1260 efter den første indehavers, Knut Valdemarssøns, død på ny til kronen. I 1329 overdroges det som pant til greve Johan af Holsten, men på grund af den undertrykkelse, som denne og hans fogder udøvede, gav landskabet sig i lighed med Skåne og øen Hven ved overenskomsten i Kalmar 19. juni 1332 ind under den svenske konge Magnus Eriksson. Eriksson erhvervede sig senere samme år ved køb det til grev Johan udstedte pantebrev. Magnus Eriksson formåede imidlertid ikke i længden at holde den magtfulde danske konge Valdemar Atterdag stangen, da denne fik retten til at samle riget. Efter at den danske konge i 1360 havde fået kontrollen med den skånske hovedfæstning Helsingborg, var han efter kort tid i stand til at bringe hele Blekinge tilbage til det danske rige.
Som grænseland hjemsøgtes Blekinge under den følgende tids krige ofte af svenskerne, som plyndrede og hærgede landet. I 1436 drog Engelbrekt dertil; Karl Knutssons øverstbefalende for hårdt frem i 1452 og indtog blandt andet Lyckeby; Svante Sture faldt ind i landet i 1509, og af Berent von Mehlen blev det angrebet i 1523 af Gustav Vasa, som besatte det til ind i det følgende år. Under den Nordiske Syvårskrig (1563-70) hærgedes Blekinge vidt og bredt: Ronneby blev under Erik 14.s påsyn taget med storm og ødelagt (4. september 1564). Under Kalmarkrigen blev den nyanlagte by Kristianopel i 1611 overrasket af Gustaf Adolf og stukket i brand. I et forsøg på at mindske de ødelæggelser, som krigene medførte, indgik bønderne i grænseegnene til Småland ofte bondefred frem for at selv gå i krig. Den vestligste del af Blekinge med Lister var oprindelig en del af Skåne, men i 1648 lagdes grænsen om.

### Svensk overherredømme
Ved freden i Roskilde den 28. februar 1658 måtte Danmark afstå Blekinge til Sverige. Landskabet havde under den danske tid været delt i to hoved-len: Sölvesborgs og Lyckås (efter 1601 Kristianopels). Nu blev det lagt til det skånske generalguvernement og kom til at lyde under landshöfdingen i Kristianstad. I 1680 forenedes det med Kalmar län og fik 1683 sin egen landshöfding med residens i Karlskrona. I begyndelsen af den svenske tid finder man i Blekinge på samme vis som i Skåne på de fleste områder en mærkbar stilstand i udviklingen. Hertil bidrog, at tiden under Karl 11. og Karl 12. bød på flere krige, som hærgede landskabet. Oven i kom den alvorlige pest, som 1710-1711 decimerede befolkningen kraftigt.
Blekinge udgjorde sammen med det nordøstlige Skåne det pro-danske kerneland for modstandsbevægelsen (friskytterne og snaphanerne) mod svenskerne. Folkeoprøret i 1676 startede i det østligste Blekinge.
Som et led i forsvenskningen grundlagde svenskerne købstæderne/flådebaserne Karlskrona og Karlshamn i Blekinge. Karlskrona anlagdes på øen Trossö i 1680 som en ny svensk marinebase og var 30 år senere rigets tredjestørste by med mere end 10.000 indbyggere. Den beskyttede beliggenhed i Blekings skærgård, hvor befæstningsanlægninger enkelt kunne forsvare stedet, kombineret med en rig adgang til egetræer på fastlandet spillede ind, da man valgte stedet for den nye marinebase. Også Karlshamn oprettedes på samme tid, mens de ældre etablerede byer Ronneby og Sölvesborg stagnerede. Karlskrona og Karlshamn lå i nærheden af de middelalderlige handelspladser Lyckeby og Elleholm og erstattede dermed også disse. I 1700-tallet var landskabet Sveriges mest urbaniserede med en fjerdedel af indbyggerne bosatte i byer. Senere har området oplevet en langsommere udvikling end resten af Sverige.

## Landskabssymboler
Blekinges våben viser et egetræ med tre kroner om stammen, landskabsdyr er eghjorten, Lucanus cervus, og længe betragtede man også egetræet som landskabsblomst, men i begyndelsen af 1980'erne blev filtbladet kongelys, Verbascum thapsus, landskabsblomst i stedet.
Andre symboler er:
- Landskabsfugl: Spætmejse, Sitta europaea.
- Landskabssvamp: Kæmpeporesvamp, Meripilus giganteus.
- Landskabssten: Kystgnejs.
- Landskabsfisk: Atlanterhavstorsk, Gadus morhua.
- Landskabsmos: Almindelig hvidmos, Leucobryum glaucum.
- Landskabsinsekt: Eghjort, Lucanus cervus.
- Landskabsæblesort: Melon.
- Landskabsgrundstof: Magnesium (Mg).